# Helena Donhaiser-Sikorska
Helena Donhaiser-Sikorska (ur. 25 kwietnia 1873 w Krakowie, zm. 5 czerwca 1945 w Krakowie) – pierwsza krakowska maturzystka (1899), pierwsza kobieta z doktoratem z medycyny na Uniwersytecie Jagiellońskim (1906), pierwsza w Galicji kobieta-lekarka.

## Rodzina
Helena Donhaiser urodziła się w rodzinie niezamożnej inteligencji. Matka z domu Kulawska zajmowała się domem. Ojciec Heleny, Józef Donhaiser, był budowniczym. Helena miała siostrę Stanisławę Zacharewicz (Donhaiser) i brata Józefa Antoniego Donhaisera.
Jej mężem był Stanisław Jan Sikorski, z którym miała córkę Stanisławę Zygler (Sikorską). Jadwiga Klemensiewiczowa pisała, że Helena razem z mężem adoptowali dwie dziewczynki (krewne męża). Mieszkali przy ul. Karmelickiej 28 (w 1917).

## Życiorys
Aby móc się kształcić, Helena musiała pracować zarobkowo. Była nauczycielką w szkołach im. Św. Floriana oraz Św. Rodziny, w prywatnym zakładzie Heleny Strażyńskiej.
Helena ukończyła cztery klasy szkoły ludowej, dwa lata szkoły wydziałowej im. Św. Scholastyki oraz żeńskie seminarium nauczycielskie. Przez rok uczęszczała na kurs Wydziału Przyrodniczego na Wyższych Kursach dla kobiet im. dra Adriana Baranieckiego (1895/1896). 5 czerwca 1899 eksternistycznie zdała egzamin dojrzałości w męskim gimnazjum Św. Anny, jako pierwsza kobieta w Galicji. Pięć lat wcześniej w 1894 Uniwersytet Jagielloński przyjął trzy pierwsze kobiety (Jadwigę Klemensiewicz, Janinę Kosmowską i Stanisławę Dowgiałło). W 1897, dzięki wsparciu Kazimiery i Oda Bujwidów oraz Napoleona Cybulskiego (założycieli pierwszego w Krakowie prywatnego gimnazjum dla kobiet), Helena została słuchaczką nadzwyczajną Wydziału Filozoficznego Uniwersytetu Jagiellońskiego. Dwa lata później kiedy otworzyła się możliwość studiowania kobiet na wydziale medycznym, Helena zaczęła tam naukę (studiowała tam w latach 1899/1900–1904/05). W czasie studiów współtworzyła Biuro Informacyjne Słuchaczek Uniwersytetu Jagiellońskiego, które wspierało kobiety chcące studiować. W 1902 wyszła za mąż za starszego brata gen. Władysława Sikorskiego, Stanisława. 2 czerwca 1906 uzyskała doktorat medycyny z honorowym wyróżnieniem sub auspicis imperatoris. Jej promotorem był Henryk Jordan, który nie był wcześniej zwolennikiem studiowania kobiet. 
Po ukończeniu studiów pracowała jako zastępczyni dyrektora Zakładu Szczepień Ochronnych przeciwko Wodowstrętowi Oda Bujwida (w latach 1906–1911). A także jako praktykantka w Krajowym Powszechnym Szpitalu im. Św. Łazarza. Od 1913 była lekarką szkolną miejską. Przyjmowała klientów i klientki przy Karmelickiej 5.
W czasie I wojny światowej pełniła opiekę medyczną nad legionistami, współpracując z Samarytaninem Polskim i Czerwonym Krzyżem. Wtedy też zaczęły się jej poważne kłopoty ze zdrowiem, które utrudniały jej wykonywanie pracy lekarki. W 1927 roku orzeczeniem Wojskowej Komisji Inwalidzkiej została uznana za inwalidkę wojskową z 60% utratą zdolności zarobkowej. Przyczyną była kontuzja i choroba przebyta w czasie I wojny światowej. Mimo tego do końca życia pracowała jako lekarka w stopniu majora w wojskowym szpitalu w Krakowie.
Helena zmarła 5 czerwca 1945 w Krakowie, została pochowana na cmentarzu Rakowickim. Jak pisała B. Czajecka i J. Jasicka była pionierką, która przetarła szlaki innym kobietom.